# Ленард, Гарри (футболист)
Ге́нри До́ксфорд Ле́нард (англ. Henry Doxford Leonard; июль 1886 — 3 ноября 1951) — английский футболист, нападающий.

## Биография
Родился в Сандерленде. Выступал за «Сандерленд Уэст-Энд», «Саутуик» и «Ньюкасл Юнайтед», но на профессиональном уровне дебютировал только в 1908 году в клубе «Гримсби Таун», выступавшем во Втором дивизионе Футбольной лиги. За два сезона провёл за команду 53 матча и забил 23 мяча.
В 1911 году перешёл в «Мидлсбро» , за который провёл 13 матчей и забил 3 мяча.
С 1911 по 1920 год выступал за «Дерби Каунти». Провёл за клуб четыре «предвоенных» и один «послевоенный» сезон, сыграв в общей сложности 149 матчей и забив 73 мяча.
В сентябре 1920 года перешёл в «Манчестер Юнайтед» за 800 фунтов стерлингов. Дебютировал за клуб 11 сентября 1920 года в матче против «Челси» на стадионе «Олд Траффорд», забив гол на 87-й минуте; матч завершился победой «Юнайтед» со счётом 3:1. 18 сентября в ответном матче против «Челси» на стадионе «Стэмфорд Бридж» сделал «дубль» и помог своей команде обыграть «пенсионеров» со счётом 2:1. 6 ноября 1920 года снова сделал «дубль» в матче против «Шеффилд Юнайтед». Ленард открыл счёт в том матче на 67-й минуте, но уже через две минуты нападающий «Шеффилда» Гарри Джонсон сравнял счёт. За три минуты до окончания игры Ленард забил победный гол за «Манчестер Юнайтед». Всего в сезоне 1920/21 Гарри Ленард провёл за «Юнайтед» 10 матчей и забил 5 мячей.
В июне 1921 года перешёл в любительский клуб «Хинор Таун».

## Статистика выступлений
| Клуб              | Сезон            | Лига | Лига | Кубки | Кубки | Прочие | Прочие | Итого | Итого |
| Клуб              | Сезон            | Игры | Голы | Игры  | Голы  | Игры   | Голы   | Игры  | Голы  |
| ----------------- | ---------------- | ---- | ---- | ----- | ----- | ------ | ------ | ----- | ----- |
| Гримсби Таун      | 1908/09          | 29   | 6    | 0     | 0     | 0      | 0      | 17    | 0     |
| Гримсби Таун      | 1909/10          | 24   | 17   | 0     | 0     | 0      | 0      | 8     | 0     |
| Гримсби Таун      | Итого            | 53   | 23   | 0     | 0     | 0      | 0      | 53    | 23    |
| Мидлсбро          | 1910/11          | 7    | 1    | 0     | 0     | 0      | 0      | 7     | 1     |
| Мидлсбро          | 1911/12          | 6    | 2    | 0     | 0     | 0      | 0      | 6     | 2     |
| Мидлсбро          | Итого            | 13   | 3    | 0     | 0     | 0      | 0      | 13    | 3     |
| Дерби Каунти      | 1911/12          | 27   | 17   | 2     | 1     | 0      | 0      | 29    | 18    |
| Дерби Каунти      | 1912/13          | 32   | 15   | 1     | 0     | 0      | 0      | 33    | 15    |
| Дерби Каунти      | 1913/14          | 24   | 9    | 1     | 0     | 0      | 0      | 25    | 9     |
| Дерби Каунти      | 1914/15          | 31   | 19   | 0     | 0     | 0      | 0      | 32    | 19    |
| Дерби Каунти      | 1919/20          | 29   | 12   | 2     | 0     | 0      | 0      | 31    | 12    |
| Дерби Каунти      | Итого            | 144  | 72   | 6     | 1     | 0      | 0      | 150   | 73    |
| Манчестер Юнайтед | 1920/21          | 10   | 5    | 0     | 0     | 0      | 0      | 10    | 5     |
| Манчестер Юнайтед | Итого            | 10   | 5    | 0     | 0     | 0      | 0      | 10    | 5     |
| Всего за карьеру  | Всего за карьеру | 220  | 103  | 6     | 1     | 0      | 0      | 226   | 104   |